# أبو العباس الونشريسي
أحمد بن يحيى الونشريسي المعروف بأبو العباس الونشريسي (834هـ /1430م - 914هـ / 1509م)، هو الونشريسي مولدا ومبدأ، التلمساني منشأ وأصلا، الفاسي منزلا ومدفنا، من علماء الجزائر الأعلام وفقهائها البارزين في القرن التاسع الهجري. اسمه الكامل أبو العباس أحمد بن يحيى الونشريسي أو كما عرف نفسه في عدة وثائق له وعرفه معاصروه بأنه أحمد بن يحي بن محمد بن عبد الواحد بن علي الونشريسي، وسمي بالونشريسي نسبة إلى موطنه الأصلي بجبال الونشريس.
ولد حوالي سنة (834هـ /1430م)
بمنطقة الحجالوة بجبال الونشريس (بلدية الأزهرية حاليا ولاية تيسمسيلت) في الجزائر حيث حفظ القرآن وتعلم مبادئ العربية في كتاب قريته.

## تعلمه في تلمسان
لما لاحظ والده حبه للعلم واجتهاده في طلبه، انتقل به إلى مدينة تلمسان وكانت إذ ذاك حاضرة العلم والعلماء في المغرب الأوسط، حيث أخذ عن خيرة علمائها، منهم:
- الإمام أبو الفضل، قاسم بن سعيد بن محمد العقباني التلمساني المالكي (ت 854 هـ) قال عنه أحمد بابا: «شيخ الإسلام ومفتي الأنام الفرد العلامة الحافظ القدوة العارف المجتهد المعمر ابن سعيد بن محمد العقباني التلمساني قاضي بجاية، وتلمسان وله في ولاية القضاء مدة تزيد على أربعين سنة، وهو كبير عائلة العقبانيون العلماء».
- وابنه قاضي الجماعة بتلمسان أبو سالم إبراهيم بن قاسم بن سعيد العقباني (ت 880 هـ).
- وحفيده القاضي محمد بن أحمد بن قاسم بن سعيد العقباني (ت 871)،
- والإمام شيخ شيوخ وقته في تلمسان، الفقيه المفسر، النحوي أبو عبد الله محمد بن العباس الشهير بابن العباس (ت871هـ).
- والحافظ المحصِّل أبو عبد الله محمد بن أحمد بن عيسى بن الجلاب (ت875هـ).
- والعالم المشارك، المؤلف النّظّام أبو العباس أحمد ابن زكري التلمساني (ت899هـ)
- والعالم الخطيب الصالح أبو عبد الله محمد بن محمد ابن مرزوق الكفيف (ت910هـ)وقد وصفه الونشريسي في وفياته:« بالفقيه الحافظ المصقع، وبالمحدث المسند الراوية ».
- والعالم الفقيه ابن عيسى بن يحي المازوني (ت 833 هـ / 1478 م) " فقيه مالكي من أهل مازونة من أعمال وهران، ولي قضاء بلده، له " الدرر الكامنة في نوازل مازونة " وهي فتاوي ضخمة في ديوانين في فتاوى معاصريه من أهل تونس وبجاية والجزائر وتلمسان وغيرهم، ومنه استمد الونشريسي مع نوازل البرزلي وغيرها، رحل إلى تلمسان حاضرة بني زيان، فأصبح أحد ابرز وجوهها العلمية في الفقه المالكي.

قال عنه الونشريسي: « الصدر الأوحد العلامة العلم الفضال ذي الخلال السنية، سني الخصال شيخنا ومفيدنا وملاذنا وسيدنا، ومولانا وبركة بلادنا أبي زكريا يحي وهو من العلماء الكبار الذين تناولوا الفتوى، وأصبحوا مرجعية فقهية، ولم يتوظف بعلمه عند السلطة».
- والعالم المحدث أبو عبد الله محمد بن الحسن بن مخلوف الراشدي (ت 868 هـ).

المعروف أَبْرْكان (يعني الأسود بالبربرية), فقيه مالكي محدث من أهل تلمسان مؤلف: «الزند الواري في ضبط رجال البخاري» و«فتح المبهم في ضبط رجال مسلم.» و«المشرع المهيأ في ضبط مشكل رجال الموطأ.» وغيرها.

## مِحنته
عٌرف عن أحمد الونشريسي أنه كان شديد الشكيمة في دين الله لا تأخذه في الله لومة لائم لذلك لم يكن له مع أمراء وقته كثير اتصال وقد كان نشأ في عهد السلطان أبو عبد الله محمد بن أبي ثابت المتوكل على الله الزياني الذي اشتهر بتشجيعه للعلماء ورعايتهم ورغم ذلك فقد حاول السلطان الزياني إخضاع أحمد بن يحيى الونشريسي فصادر أمواله واقتحم عليه داره فهدمها ونجى الونشريسي منها بسلام وغادر تلمسان مكرها متوجها إلى فاس بالمغرب الأقصى سنة 874 هـ.

## رحـيله إلى فـاس
على إثر المحنة التي تعرض لها بتلمسان وانتهاب داره من جهة السلطان، خرج أبو العباس هاربا إلى فاس، وكان ذلك في أول المحرم من سنة 874هـ/11 جويلية 1469 م. ولما وصل فاس لقي من أهلها كل ترحيب وتبجيل واحتفى به علمائها وفقهائها، وأقبل عليه العلماء وطلبة العلم ينهلون من دروسه وفقهه ما جعله ينسى غربته، فاستوطنها هو وأهله، وأقام بها منكبا على تدريس المدونة ومختصر ابن الحاجب وكان متمكنا من الفقه المالكي مشتغلا به تعليما وتأليفا وفتياً كما أنه اشتهر بالنحو وفصاحة اللسان والكتابة حيث قيل عنه لو حضر سيبويه لأخذ النحو من فيه.
ويذكر الحفناوي أنه استفاد من نوازل البرزلي والمازوني فيما يتعلق بفتاوى أفريقية (تونس) وفتاوى فقهاء تلمسان كما يبدو ذلك لمن قارن كتابه هذا بهذه الكتب.وكان يحضر مجالس قاضي الجماعة محمد اليفرني المكناسي. حيث لم يمنعه كبر سنه من طلب العلم والجلوس للأخذ والتلقى عن العلماء.

## مكانته بين علماء عصره
مما يدل على مكانة الونشريسي بين علماء عصره، شهادة كبار العلماء له بالفضل، والعلم، والريادة، فهذا معاصره ابن غازي يقول وقد مرَّ به المترجم يوما بجامع القرويين: «لو أن رجلا حلف بالطلاق أن أبا العباس الونشريسي أحاط بمذهب مالك: أصوله، وفروعه، لكان بارّاً في يمينه، ولا تطلق عليه زوجته؛ لتبحره، وكثرة اطلاعه، وحفظه، وإتقانه، وكل من يطالع تواليفه يقضي بذلك».

كما نوّه به في رسالة أجابه فيها عن مسائل علمية، والتي جعل عنوانها: الإشارات الحسان إلى حَبر فاس وتلمسان. وحلّاه ابن عسكر في دوحته بقوله: «الإمام، العالم العلامة، المصنف الأبرع، الفقيه الأكمل الأرفع، البحر الزاخر، والكوكب الباهر، حجة المغاربة على أهل الأقاليم، وفخرهم الذي لا يجحده جاهل ولا عالم... كان - - من كبار العلماء الراسخين، والأئمة المحققين».
وقال أحمد المنجور في فهرسته: «وكان مشاركا في فنون العلم إلا أنه لما لازم تدريس الفقه يقول من لا يعرفه: إنه لا يعرف غيره، وكان فصيح اللسان والقلم حتى كان بعض من يحضره يقول: لو حضر سيبويه لأخذ النحو من فِيهِ».

## تلاميذه
استطاع أبو العباس الونشريسي أن يجد لنفسه بمنزله فاس مكانا ضمن كبار العلماء الذين ذاع صيتهم

، وكان زمام العلم بأيديهم، كأبي عبد الله القوري (ت872هـ)، وأبي العباس أحمد بن محمد البرنسي الشهير بزروق (ت899هـ)، وأبي عبد الله محمد بن غازي المكناسي (ت919هـ)، وغيرهم كثير، فكان له مجلس يعكف فيه على تدريس المدونة، ومختصر ابن الحاجب الفرعي، وغير ذلك من العلوم التي كان متمكنا من ناصيتها، فتخرَّج عليه خَلْقٌ من العلماء والفقهاء الذين بلغوا درجات عليا في التدريس والقضاء والفتوى في فاس، أشهرهم:
- ولده عبد الواحد الونشريسي، شهيد المحراب قاضي فاس ومفتيها (ت 955 هـ)
- محمد بن عبد الجبار الورتدغيري المحدث الفقيه (ت 956 هـ)،
- ابن هارون المطغري، أبو الحسن علي بن موسي بن علي ابن موسى بن هارون وبه عرف من مطغرة تلمسان «الإمام العلامة المؤرخ المتفنن مفتي فاس وخطيب جامع القرويين، توفي بفاس سنة 951 وقد ناف على الثمانين»
- أبو زكريا السنوسي
- محمد بن عبد الجبار الورتدغيري.
- محمد بن عيسى المقيلي (ت875) هـ.
- الفقيه النوازلي أبو عياد بن فليح اللمطي (ت936هـ)، تفقه عليه، ولازمه في مختصر ابن الحاجب.
- والفقيه الصالح، شيخ الفقهاء بسوس أبو محمد الحسن بن عثمان الجزولي (ت932هـ)، لازمه إلى سنة (908هـ) وقت رحيله.
- والفقيه أبو محمد عبد السميع المصمودي، لازمه أيضا في مختصر ابن الحاجب.
- والقاضي أبو عبد الله محمد بن القاضي الناظر أبي عبد الله محمد الغَرْدِيسي التَغْلِبي (ت897هـ)، وبخزانته انتفع في تصنيف كتاب المعيار، فهي معتمده في فتاوى فاس والأندلس.
- وعالم فاس وفقيهها وحامل لواء المذهب بها أبو الحسن علي بن هارون المظغري (ت951هـ).
- ومحمد بن عبد الجبار الوَرْتَدْغِيري.
- وولده قاضي قضاة فاس عبد الواحد بن أحمد بن يحيى الونشريسي (ت955هـ)، وغير هؤلاء.

## وفاته
توفي أبو العباس يوم الثلاثاء، العشرين من صفر سنة (914هـ) الموافق 20 حزيران (يونيو) (1508 م)، ويذكر البغدادي صاحب هدية العارفين أن وفاته كانت بمدينة تلمسان وإذا صح هذا فإنه قد عاد إليها وتوفي بها عن عمر يناهز الثمانين. وقد رثاه الفقيه أبو عبد الله محمد ابن الحداد الوادي آشي بقطع من الشعر منها قوله:

## مؤلفاته
أثري المترجم الساحة العلمية المالكية بتآليف رفيعة بديعة، وتصانيف جامعة نافعة، منها:
- كتابه المعيار الـمُعْرب عن فتاوى أهل أفريقية والأندلس والـمغرب، وهو من أعظم الكتب التي كادت تحيط بمذهب الإمام مالك، والكتاب مطبوع متداول، وقد طبع بفاس في 12 مجلدا، جمع فيه فتاوى ونوازل ونصوصا ذات أهمية بالغة في معرفة الحياة الاجتماعية والسياسية والعلمية والاقتصادية في المغرب والأندلس في عصور مختلفة، قال صاحب نيل الابتهاج (جمع فأوعى وحصل فوعى).
- إضاءة الحلل في الرد على من أفتى بتضمين الراعي المشترك
- المنهج الفائق والمنهل الرائق بأدب الموثق
- الولايات في مناصب الحكومة الإسلامية والخطط الشرعية
- ايضاح المسالك إلى قواعد الإمام مالك
- أسنى المتاجر وبيان أحكام من غلب على وطنه النصارى ولم يهاجر وما يترتب عليه من العقوبات والزواجر
- غنية المعاصر والتالي في شرح فقه وثائق أبي عبد الله الفشتالي.
- عدة البروق في تلخيص ما في المذهب من الجموع والفروق،
- الفروق في مسائل الفقه
- مختصر أحكام البرزلي.
- كتاب: وفيات الونشريسي.
- تعليق على ابن الحاجب الفرعي في ثلاثة أسفار.